# 番禺区
番禺区（ばんぐうく）は中国広東省広州市に位置する市轄区。

## 地理
番禺区は広東省中南部、珠江デルタ（広州市中心部・香港・マカオを結ぶ三角形）の中心に位置する。
東は獅子洋に面し、南部は珠江による沖積平野が広がり沙田区と俗称され、西は仏山市南海区、同順徳区及び中山市と、北部は広州市海珠区、南は同南沙区と接している。

## 歴史
番禺の名は、区内に位置する番山と禺山にちなみ、任囂城の俗称を“番禺城”と称したことによる。
紀元前214年、秦朝が南海郡を設置した際に、その下に番禺県が設置され郡治の所在地とされた。漢初には南越国がこの地に建国されたが、南越国滅亡後は民国前期まで番禺の地名が沿襲された。
前近代における番禺は広州一帯、あるいは現在の広州市中心部に対する呼称であり、現在の番禺とは範囲を異にする。1921年に広州市政庁が設置され、広州市が正式に発足する。番禺県府は広州市内にとどまった。1933年に県府が現在の番禺区内の新造に移る。1958年1月に禺東、禺北地区が広州市に編入され、同年12月には番禺と順徳県が合併し番順県が誕生したが、半年後には番禺県が再度設置され、中山県の大崗・南沙・黄閣などの地域が新たに番禺県に入った。1992年に県級市番禺市となり、2000年に広州市に編入され番禺区となった。2005年には南沙区が分立した。

## 行政区画
10街道、6鎮を管轄する。
- 街道
  - 市橋街道、沙頭街道、東環街道、橋南街道、小谷囲街道、大石街道、洛浦街道、石壁街道、鍾村街道、大竜街道
- 鎮
  - 南村鎮、新造鎮、化竜鎮、石楼鎮、石碁鎮、沙湾鎮

## 経済
農業では米、甘蔗、落花生などの栽培が盛んである。工業面では自動車関連、製靴・アパレル関連の工場が多く存在する。

## 交通
- 地下鉄：広州地下鉄3号線・4号線・7号線・18号線・22号線・仏山地下鉄2号線
- 船舶：蓮花港（香港への定期航路が運行されている）

## 教育
- 広州大学城
- 広東工業大学商学院
- 番禺職業技術学院